# لطفي العبيدي
لطفي العبيدي محامي ثم رجل أعمال عراقي غنيّ، ومدير جريدة "بريد الجمعة" الأسبوعية السياسية المؤسسة سنة 1947 التي لم تستمر طويلاً، ومؤسس ثاني شركة تأمين عراقية، كان اسمها "شركة التأمين العراقية"، ومؤسسة الشركة المساهمة التي عرّقت البنك المملوك لبريطانية المسمى "البنك العثماني" ليكون اسمه "بنك الاعتماد العراقي" سنة 1963، ورئيس مجلس إدارة شركة الاستثمارات، وهو ممثل شركة بان أمركان للكبريت في العراق، كان لطفي العبيدي شريكاً لروبرت ب. أندرسون في طلب الحصول على مناقصة استثمار الكبريت العراقي، وحين وقع انقلاب 17 تموز 1968 استمرّ انقطاع العلاقات بين الولايات المتحدة والعراق، فكان روبرت أندرسون يحث الحكومة الأمريكية على إعادة العلاقات، إذ كان يرى أن في حكومة 17 تموز بعضَ شركائه، بل كان يعتقد أن رئيس تلك الحكومة كالأب لشريكه لطفي العبيدي الذي كان له دور أساسي في انقلاب 17 تموز سنة 1968، وُصف عمل لطفي أنه كان قبل انقلاب 17 تموز منسقاً بين اليمين وضباط القصر، وسيطاً ممهداً بين البعثيين والمخابرات الأمريكية وقوى خارجية أخرى، ذكر طالب الشبيب أن لطفي العبيدي نشرَ في الصحافة اللبنانية في أواخر الستينات رسالة يخاطب بها أحمد حسن البكر ويذكّره بفضله عليهم وبالأموال التي أوصلها إليهم، ونشر صورَ صكوك مبالغ مسلمة إلى قيادة سلطة 17 تموز، وذكرَه مدحت الحاج سري في اعترافاته بين يدي المحققين، كما ذكره رشيد مصلح في اعترافاته إذ قال "في سنة 1964، دعاني لطفي العبيدي، كبيرُ عملاء وكالة المخابرات المركزية"، حُكم على لطفي بالإعدام بعد انقلاب 30 تموز بتهمة العمالة وتمويل ورئاسة شبكة تجسس، وقد كان خارج العراق، نفى لطفي في مؤتمر صحفي في بيروت وجود شبكة تجسس مرتبطة به، وقال خليل إبراهيم حسين الزوبعي إن لطفي العبيدي لم يكن جاسوسًا". وفي 16 حزيران سنة 1969 أعلنَ مجلس قيادة الثورة عن مصارة أموال المليونير لطفي العبيدي وزوجته لأنه وفقاً لبيان المجلس كان يترأس شبكة تجسس لصالح المخابرات الأمريكية.
تُشير بعض المصادر أنَّ لطفي قد توفيَ بالسرطان في أوائل سبعينات القرن العشرين في الولايات المتحدة أو لندن، وتذكر مصادر أُخرى أنَّ موته كان في ظروفٍ غامضة في أمريكة، أو إنه قُتلَ مسموماً بأيدي سلطة حزب البعث. وذكرت مجلة سجل العالم العربي سنة 1969 أن لطفي اعتقلَ في ليبيا.